# Miss Minas Gerais 2016
Miss Minas Gerais 2016 foi a 59ª edição do tradicional concurso de beleza feminino que tem como objetivo selecionar, dentre vários municípios do Estado, a melhor candidata mineira no certame nacional de Miss Brasil 2016. A organização, alegando não ter tempo para realizar o concurso, resolveu realizar uma seletiva com trinta e três candidatas municipais de todo o Estado, para que então chegasse a um seleto grupo de sete finalistas. No dia 17 de Junho no Expominas foi conhecida a nova detentora do título estadual, com a participação da Miss Brasil 2015, Marthina Brandt. A vitoriosa da noite foi a Miss Senador Firmino, Paloma Marques coroada pela miss do ano passado, Stéfhanie Zanelli.

## Resultados

### Colocações
| Posição    | Município e Candidata |
| Vencedora  | - Senador Firmino - Paloma Marques |
| 2º. Lugar  | - Ipatinga - Dianine Nunes |
| Finalistas | - Belo Horizonte - Alyne Lira - Contagem - Marina Alves - Divinópolis - Alyne Andrade - Divinópolis - Sophia Tiburcio - Paracatu - Carolina Miranda |

## Jurados
Avaliaram as candidatas:
1. José Alonso, empresário;
2. Ludmila Araújo, empresária;
3. Nádia Micherif, coach de misses.
4. Stéfhanie Zanelli, Miss Minas Gerais 2015;
5. Karina Ades, diretora executiva do Miss Brasil;
6. Pedro Muraro, designer de jóias;
7. Alexandre Dutra, estilista.

## Candidatas

### Finalistas
Realizado no dia 12 de Junho de 2016, cerca de 33 postulantes municipais em busca do título estadual competiram para a análise de oito jurados no Shopping Diamond Mall, na capital mineira.

As aspirantes ao título deste ano:
- Belo Horizonte - Alyne Lira

- Contagem - Marina Alves

- Divinópolis - Alyne Andrade

- Divinópolis - Sophia Tiburcio

- Ipatinga - Dianine Nunes

- Paracatu - Ana Carolina Miranda

- Senador Firmino - Paloma Marques

### Seletiva
A lista abaixo encontra-se incompleta:
| - Belo Horizonte - Larissa de Paula - Belo Horizonte - Natália Azevedo - Belo Horizonte - Sabrina Andrade - Betim - Aylla Fernandes - Betim - Ágata Camargo - Botelhos - Núbia Gouvea - Brasília de Minas - Laura Simões - Brumadinho - Ingrid Santos - Carmo do Cajuru - Aline Rabelo - Coronel Fabriciano - Carina Magalhães - Campo Belo - Thalyta Rostelato - Governador Valadares - Juliany Oliveira - Juiz de Fora - Bianca Rodrigues | - Lagoa Santa - Rayana Mendes - Ponte Nova - Millena Romagnoli - Pouso Alegre - Amélia Baptista - Poços de Caldas - Ariane Franco - Prata - Larissa Novais - Sarzedo - Franciele Lopes - Santa Luzia - Nome não encontrado - São Lourenço - Crystal Cavalcanti - Três Pontas - Adriélli Pieve - Uberlândia - Laura Barata - Varginha - Gabi Barros - Viçosa - Lorena Carvalho |

## Crossovers
Candidatas em outros concursos:

### Estadual
Miss Minas Gerais
- 2014: Senador Firmino - Paloma Marques (3º. Lugar)
  - (Representando o município de Senador Firmino)
- 2015: Paracatu - Carol Miranda (Top 10)
- "(Representando o município de Paracatu)"
- 2016: Três Pontas - Adrielle Pieve (Miss Minas Gerais Latina)

### Nacional
Miss Brasil Latina
- 2015: Ipatinga - Dianine Nunes (Vencedora) [3]
- 2016: Três Pontas - Adrielle Pieve (7° Lugar)
  - (Representando o Estado de Minas Gerais)

### Internacional
Miss América Latina
- 2015: Ipatinga - Dianine Nunes (3º. Lugar) [4]
  - (Representando o Brasil em Cancún, no México)